# Regina M. Anderson
Regina M. Anderson   (Chicago, 21 de maig de 1901 - Ossining, 5 de febrer de 1993) fou una dramaturga i bibliotecària afroamericana estatunidenca. Tenia avantpassats nadius americans, jueus, indis i europeus. Un dels seu avis era afroamericà de Madagascar. Tot i que ella es considerava americana, fou identificada per altre gent com afroamericana. Influenciada per Ida B Well i el seu coneixement de la història dels negres, Regina va esdevenir un membre clau del Renaixement de Harlem.

## Biografia
Regina va néixer al barri de Hyde Park de Chicago, Illinois, filla de Margaret Simons Anderson i Williams Grant "Habeas Corpus" Anderson. La seva mare era ceramista i el seu pare fiscal. La seva família pertanyia a la classe mitja alta. Després del divorci dels seus pares, Regina va anar a viure amb els seus avis materns a Normal, Illinois. Després va tornar a Chicago, a on el 1919 es va graduar a l'Institut Hyde Park. Va estudiar a la Universitat de Wilberforce, que era per a negres, on va treballar en la seva biblioteca Carnegie. El 1921 va retornar a Chicago i va començar a treballar de bibliotecària adjunta a la Biblioteca Pública de Chicago. Poc després es va mudar a Nova York, on fou bibliotecària de la biblioteca pública de Nova York del carrer 135. A allà va compartir un apartament a Sugar Hill, Harlem amb Ethel Ray i Louella Tucker. Elles van obrir el seu pis a la seva comunitat que hi va celebrar esdeveniments per artistes. Anderson va ajudar a organitzar el sopar del Club Cívic de 1924 pels escriptors i intel·lectuals negres de Nova York, en el que hi van anar 110 invitats com W. E. B. Du Bois, Jean Toomer, Countee Cullen, Charles S. Johnson, Hubert Thomas Delany, i Langston Hughes; aquest sopar fou un dels esdeveniments que va organitzar el Renaixement de Harlem.
Andrews i Du Bois van co-fundar el Krigwa Players (que més tard seria el Teatre Experimental Negre). Aquesta companyia de teatre negra va produir les seves obres de teatre Climbing Jacob's Ladder (sobre els linxaments) i Underground (sobre el Ferrocarril Subterrani).
Regina Andrews va sr una de les deu dones negres que foren reconegudes en la Fira Mundial de 1939 de Nova York.
Fou una de les poques dones negres que van esdevenir supervisora de biblioteques a la Biblioteca Pública de Nova York el 1938 i va lluitar contra la barrera de color.
Andrews va sobreviure a tots els altres membres del Renaixement de Harlem. Va morir a Ossining, un suburbi de la ciutat de Nova York.
Regina es va casar amb l'advocat William T. Andrews de Sumter, Carolina del Sud. Andrews fou advocat de la NAACP i va ser membre de l'assemblea de l'estat de Nova York. La parella va adoptar una filla que havia nascut el 1945.

## Obra literària
- Climbing Jacob's Ladder (1931, obra de teatre)
- Underground (1932, obra de teatre)
- A Public Library Assists in Improving Race Relations (1946, tesis)
- Intergroup Relations in the United States: A Compilation of Source Material and Service Organizations (1959, article)
- Chronology of African-Americans in New York, 1621–1966 (1971, co-editora)
- The Man Who Passed: A Play in One Act (publicada després de la seva mort el 1996, obra de teatre)